# Biblioteca Bodmeriana
La Biblioteca Bodmeriana  (o Biblioteca Bodmer) está ubicada en Cologny, a las afueras de Ginebra (Suiza), a orillas del lago Lemán. La biblioteca fue fundada por Martin Bodmer y es famosa por albergar 160 000 piezas, entre ellas los conocidos Papiros Bodmer. Algunos de esos papiros figuran entre las copias más antiguas que se conservan del Nuevo Testamento. Algunos manuscritos están escritos en griego, otros en copto (por ejemplo, los Papiros Bodmer III). El primero de los manuscritos fue comprado en 1956 (el Papiro Bodmer II — P66). También cuenta con una copia de la Biblia de Gutenberg.
La Fondation Martin Bodmer es una biblioteca patrimonial única, reconocida como Patrimonio de la Humanidad por la UNESCO, un lugar de investigación y conservación, así como un museo abierto a todos y dedicado a la historia de la escritura desde sus orígenes hasta la actualidad.

## Historia
Martin Bodmer fundó la biblioteca en la década de 1920 y seleccionó las obras centrándose en torno a lo que el consideraba como los cinco pilares de la literatura mundial: la Biblia, Homero, Dante Alighieri, William Shakespeare y Johann Wolfgang von Goethe. Bodmer dio prioridad a los autógrafos y a las primeras ediciones. En 1970, poco antes de la muerte de Bodmer, la Fundación Martin Bodmer decidió conservar la colección y hacerla accesible. En el año 2003 el edificio fue remodelado por Mario Botta, conectando los sótanos de las dos casas mediante una estructura subterránea de dos plantas, atravesada por haces de luz.

## Fondos
La colección comprende unos 160 000 elementos, incluyendo tabletas sumerias de arcilla, papiros griegos y escritos originales, como hojas musicales. Tenía por finalidad representar el contexto histórico añadiendo elementos políticos, filosóficos y científicos. Algunos ejemplos son:
- Los Papiros Bodmer, un conjunto de veintidós papiros descubiertos en Egipto en 1952, en Pabau, cerca de Dishna, antigua sede de la orden monástica fundada por Pacomio. Contienen fragmentos del Antiguo y Nuevo Testamento, literatura cristiana antigua, textos de Homero y Menandro.[4] El más antiguo data del siglo II. La mayoría de los papiros se encuentran en la Biblioteca Bodmeriana, si bien tres de ellos se han trasladado a la Biblioteca Vaticana (primero recibió el VIII, y luego obtuvo el XIV y el XV).
- El Papiro 66, el Papiro 73 y el Papiro 74.
- Las copias más antiguas que sobreviven del Evangelio de Santiago.
- El manuscrito conocido como Minúscula 556, con el Nuevo Testamento.

- Una edición de Lancelot du Lac, en tres volúmenes.[5]
- Un códice del s. XIII con textos de la Ilíada con escolios.[6]
- Las Obras de Alain Chartier.[7]
- Alrededor de 270 incunables, como la Biblia de Gutenberg de 1452;[8]el Apocalipsis de San Juan, traducido e ilustrado por Alberto Durero; las Tragoedicae quattuor de Eurípides; los Discursos de Isócrates, editados por Demetrio Calcocondilas; las obras de Aristóteles en cinco volúmenes editadas por el impresor Aldo Manucio entre 1495 y 1498; o las obras maestras de Petrarca, impresas en torno a 1500.[9]
- Primeras ediciones de obras significativas de la historia de la humanidad como las noventa y cinco tesis de Martín Lutero (1517); el Astromicum Caesarum, de Pedro Apiano (de 1540, con dedicatoria a Carlos I); primeras ediciones de 1605 y de 1615 de El Quijote, de Miguel de Cervantes; una edición de Las flores del mal de Charles Baudelaire de 1857; la primera edición colectiva de las obras de Fiódor Dostoyevski, impresas en catorce volúmenes en San Petersburgo en 1882-1883; la tesis doctoral de Henri Bergson, L'Essai sur les données immédiates de la conscience (1889); un ejemplar de Esperando a Godot de Samuel Beckett, en las Editions de Minuit de 1952; ediciones originales de filósofos alemanes como Kant, Hegel o Nietszche.
- Textos jurídicos de especial relevancia, como el Edicto de Nantes de 1599 o el Código de Napoleón de 1812.
- Un ejemplar de la Philosophiæ Naturalis Principia Mathematica, que poseyó Gottfried Leibniz.
- El borrador del manuscrito de Gotthold Ephraim Lessing de Nathan el Sabio, 1778.
- El manuscrito original en rollo de Los 120 días de Sodoma, del Marqués de Sade.

## Galería

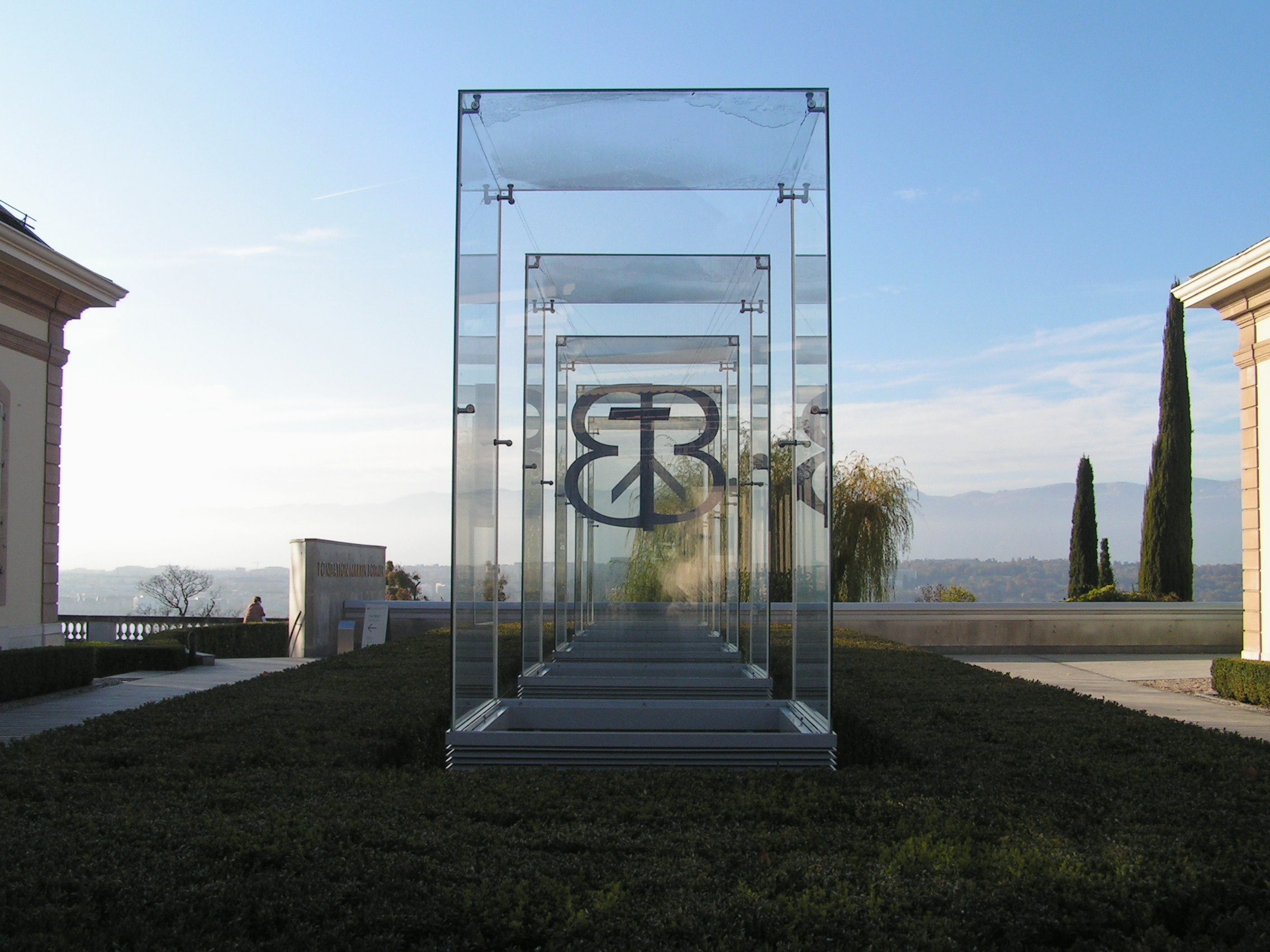
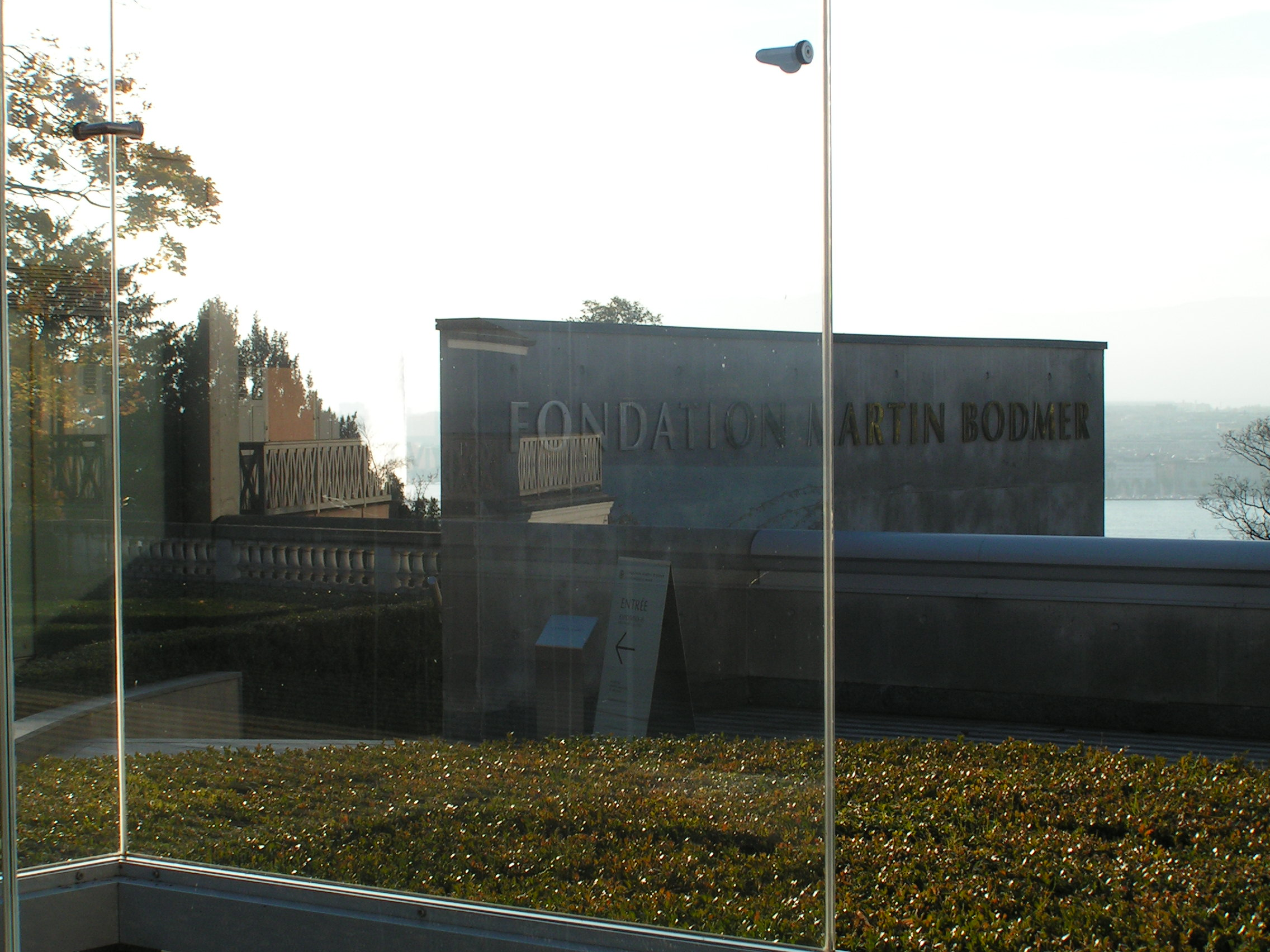
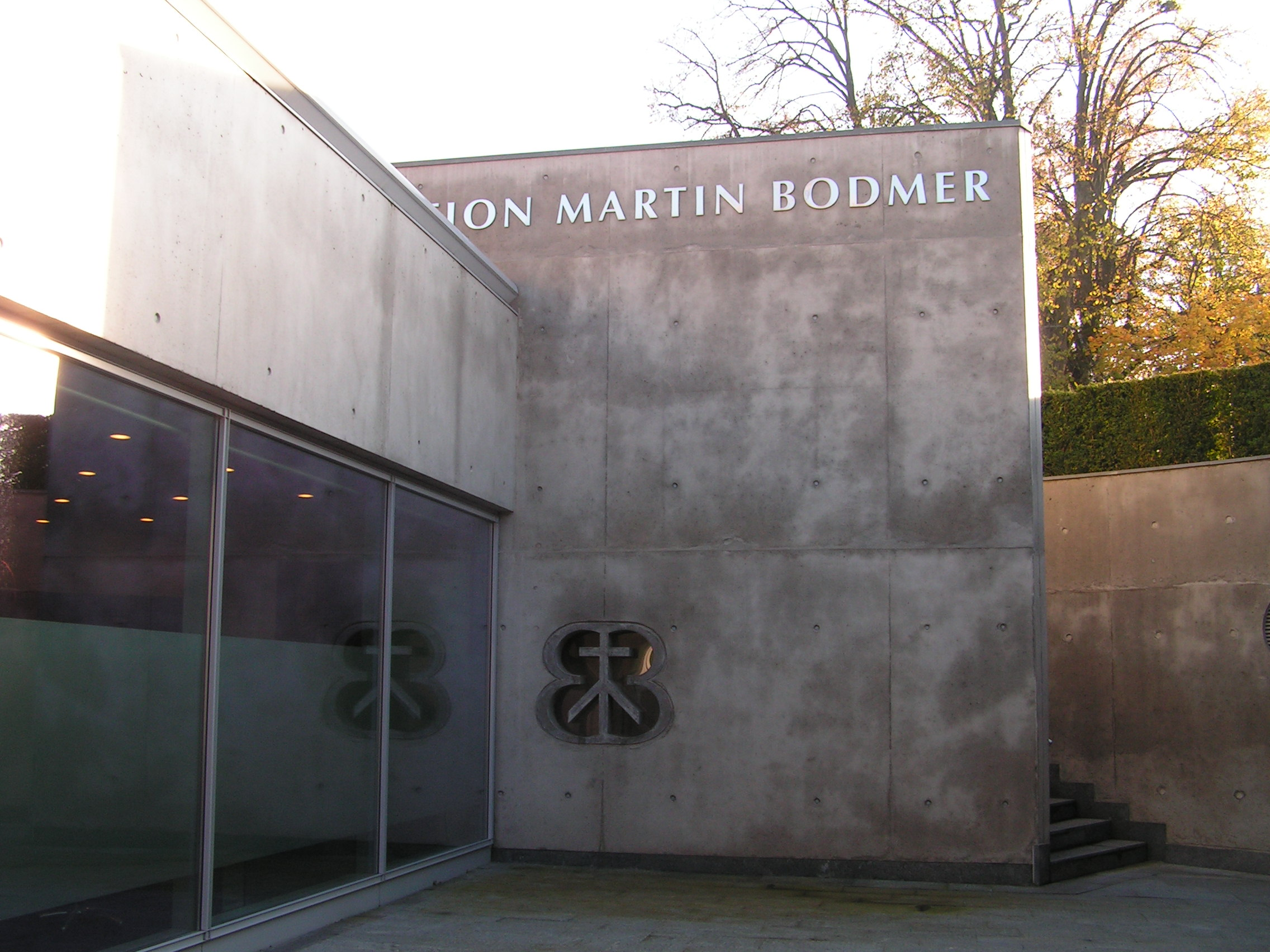
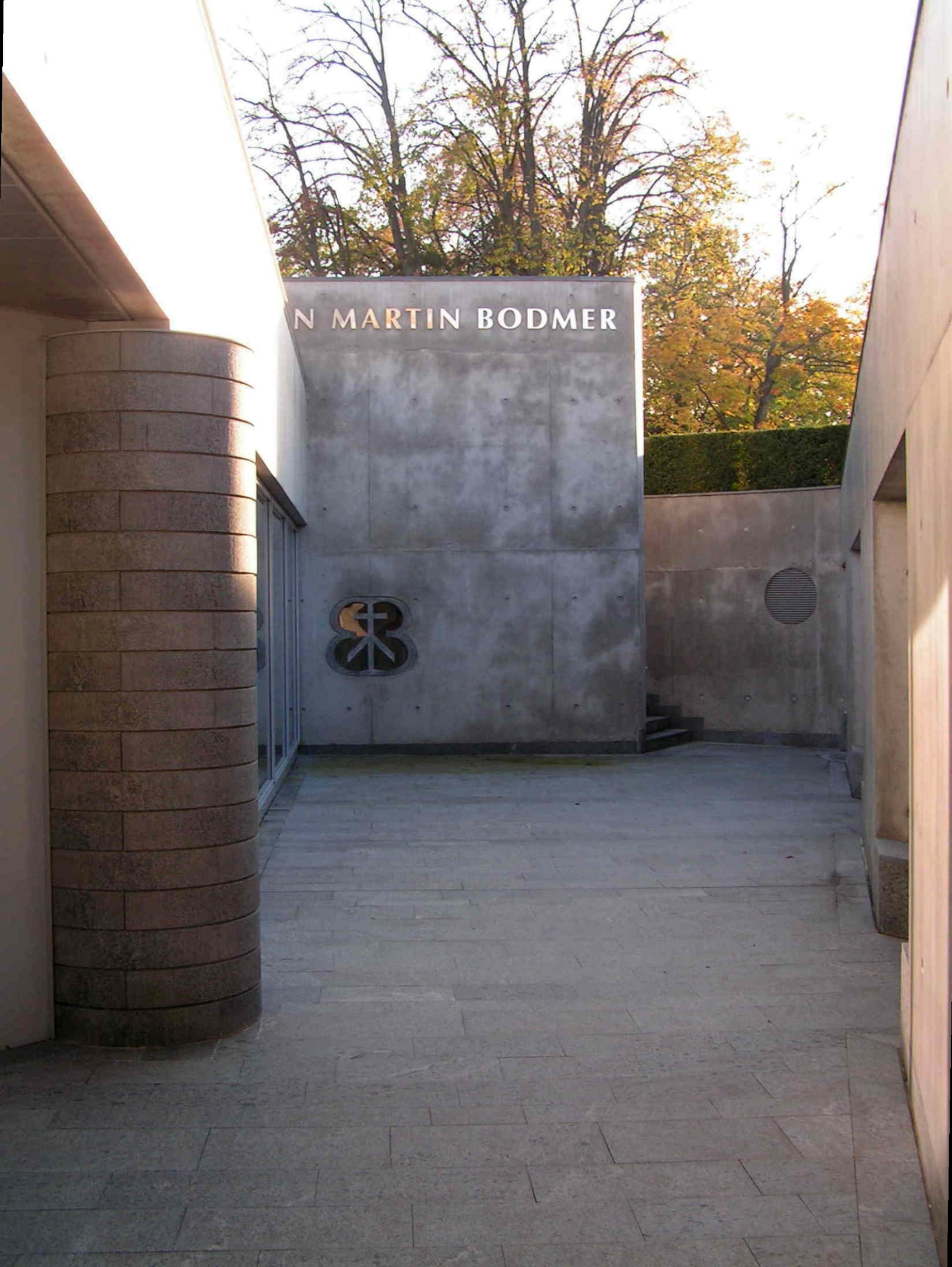
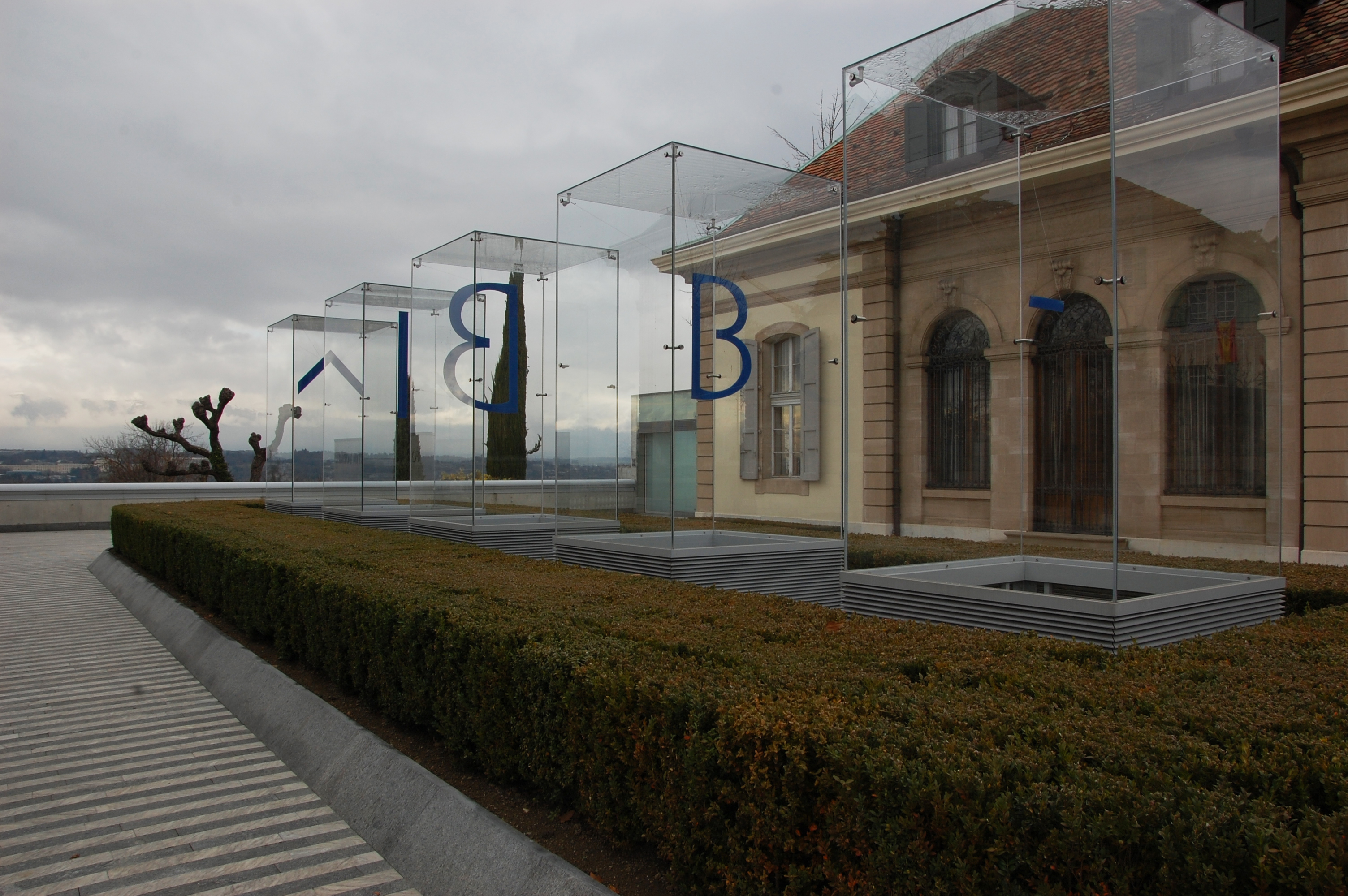